# European Football League 2017
Navigation
Eurobowl 2016 Eurobowl 2018
L'European Football League 2017, abrégée en EFL 2017, en français Ligue Européenne de Football Américain 2017, est la 31e édition de l'European Football League, la plus importante compétition européenne interclubs de football américain. 
Depuis la saison 2014, celle-ci est réservée aux équipes de Division I européenne. Ces équipes participent au tournoi dénommé BIG 6  lequel permet de se qualifier pour l'Eurobowl. 
Les équipes de Division II participent à la compétition dénommée EFL Bowl.

## Équipes participantes
| Club                | Titres |
| ------------------- | ------ |
| Groupe A            |        |
| New Yorker Lions    | 4      |
| Amsterdam Crusaders | 2      |
| Dracs de Badalona   | 0      |
| Groupe B            |        |
| Berlin Rebels       | 0      |
| Francfort Universe  | 0      |
| Seamen Milano       | 0      |

## Formule
Les six équipes sont réparties en deux groupes de trois. Toutes les équipes d’un même groupe se rencontre, à raison d’un match à domicile et un match à l’extérieur.

## Résultats

### Groupe A
| Rang | Équipe              | Pts | J | G | N | P | Bp | Bc  | Diff |
| ---- | ------------------- | --- | - | - | - | - | -- | --- | ---- |
| 1    | New Yorker Lions    | 4   | 2 | 2 | 0 | 0 | 74 | 20  | +54  |
| 2    | Amsterdam Crusaders | 2   | 2 | 1 | 0 | 1 | 53 | 39  | +14  |
| 3    | Dracs de Badalona   | 0   | 2 | 0 | 0 | 2 | 33 | 101 | -68  |

- 22 avril 2017 :

Crusaders 6 - 20 Lions
- 29 avril 2017 :

Lions 54 - 14 Dracs
- 13 mai 2017 :

Dracs 19 - 47 Crusaders

### Groupe B
| Rang | Équipe             | Pts | J | G | N | P | Bp | Bc | Diff |
| ---- | ------------------ | --- | - | - | - | - | -- | -- | ---- |
| 1    | Francfort Universe | 2   | 2 | 1 | 0 | 1 | 48 | 23 | +25  |
| 2    | Berlin Rebels      | 2   | 2 | 1 | 0 | 1 | 24 | 24 | 0    |
| 3    | Seamen Milano      | 2   | 2 | 1 | 0 | 1 | 26 | 51 | -25  |

- 22 avril 2017 :

Seamen 14 - 13 Rebels
- 7 mai 2017 :

Universe 38 - 12 Seamen
- 13 mai 2017 :

Rebels 11 - 10 Universe

## Eurobowl XXXI
- 10 juin 2017 à Francfort au Frankfurter Volksbank Stadion :

Francfort Universe  14 - 55  New Yorker Lions